# 宁海国家登山健身步道

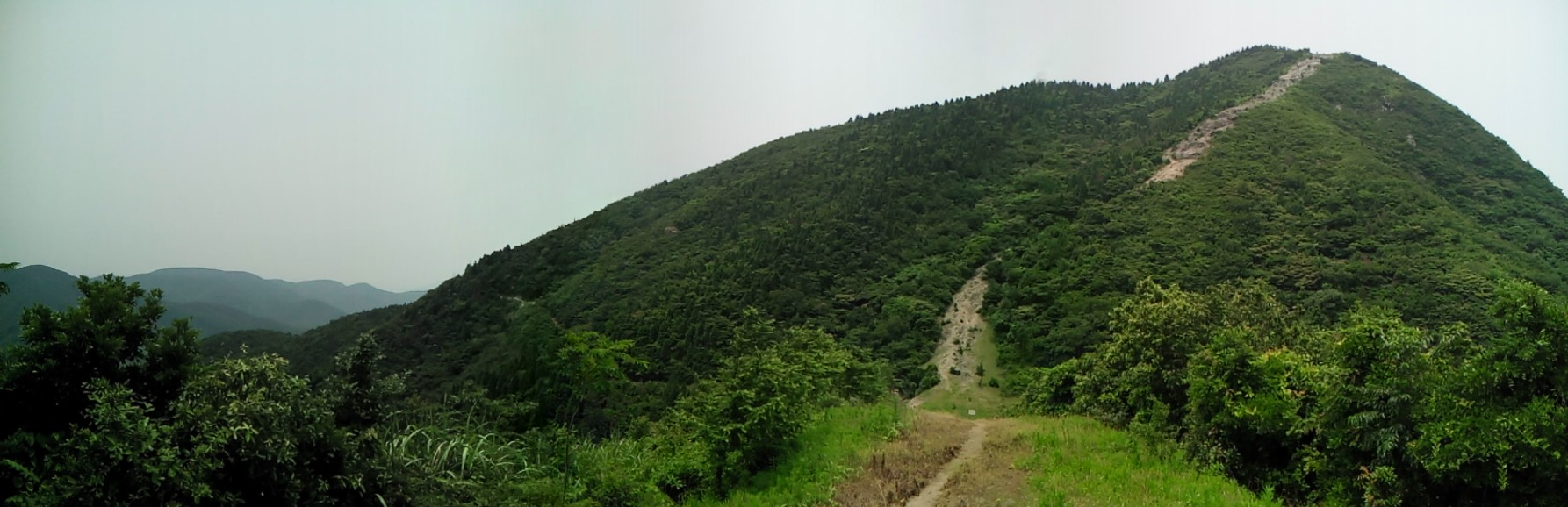
鸟龙口

宁海国家登山健身步道位于中国浙江省宁海县，是中国首条国家登山健身步道，全长500多公里，于2009年12月投入使用。涉及宁海县大佳何、力洋、茶院、胡陈、跃龙、桃源、桥头胡7个乡镇（街道）和茶山林区，总计100公里登山步道、50公里山地自行车道，沿途设有休息站、露营区、接待站、报警点、垃圾处理系统等辅助设施。

## 线路与节点
宁海国家登山步道线路分为主线、辅一线、辅二线。